# Pridebowl
Pridebowl är ett svenskt-amerikanskt punkband som bildades 1994. De spelade bland annat på festivalen Augustibuller 2004. Alla de ursprungliga medlemmarna kommer från Varberg utom sångaren Aaron Goulding som kommer från Newport Beach i Kalifornien.

## Diskografi

### Album
- 1996 - Drippings of the Past
- 1998 - Where You Put Your Trust
- 1998 - Yesterday's End (samlingsalbum)

### EP
- 1995 - Long-Distance
- 1997 - No Better, No Worse (split-EP med Adhesive)